# コンドーム

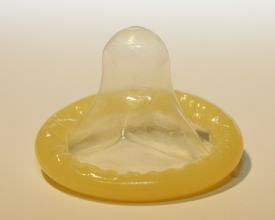
使用前のコンドーム（突起部が精液溜まり）

コンドーム（英: Condom）は、ゴム（ラテックス）やポリウレタンの薄膜でできた避妊具である。性交時に勃起した陰茎に被せることで、陰茎を膣内に挿入した状態で射精しても精液をコンドーム内に留め、膣内に流れ出させないことで卵子との接触を阻害し、避妊を達成させる。俗に「ゴム」や「スキン」（オカモトのブランド・スキンレス・スキンから）とも呼ばれる。かつては、ルーデサック、衛生サックとも呼ばれた。

## 概説
先端部は精液を溜めるための小さな袋状突起があり、装着したまま膣内射精しても、精子が膣に行かないようになっている。粘膜の接触も遮断するため、避妊だけでなく、梅毒・クラミジアなどの性感染症の予防にも効果がある。多くは男性用だが女性用コンドームもある。
本品を使用した避妊は、経口避妊薬、子宮内避妊用具（IUD）とともに、避妊方法として最も普及している方法である。香港・日本・ギリシア・ウルグアイ・アイルランドでは、避妊法として使用されている割合が最大である。前者の避妊法と比べ入手が容易であることや取り扱いが簡便である一方、避妊率は最も高い指標でも年間95%に留まる。
世界全体の出荷数は年間約58億個である。販売は5個入りや1ダース製品が主流で、1個あたり0.15 - 0.9ユーロ程度で市販されている。女性の許可無く、コンドームを外す「ステルシング」は国によってレイプとして扱われる。
また、オリンピックなどでは、性感染症予防や啓発のために選手村で無料配布される場合がある。

## 形状
コンドームは、装着することによって性的快感が損なわないよう非常に薄くかつ丈夫に作られている（約0.01 - 0.1mm前後）。表面にはゼリー状の潤滑剤が塗布されている。女性が快感をさらに得られるよう、表面に凹凸状の加工がされているものや冷感・温感剤を塗布したもの、ゴム臭を抑えるための香り付けをしたものもある。

## 素材・色
素材には、天然ゴムラテックス、イソプレンラバーなどがあり、また、ラテックスゴムに対するアレルギーや特有のゴム臭を避けるために、ポリウレタン製コンドームも開発された。ポリウレタン製コンドームは、ゴム製のものと比較すると熱伝導に優れ、相手の体温が感じられる利点があり、また0.02mmと非常に薄いにもかかわらず丈夫である。コンドームの色は半透明、水色、ピンク色、蛍光色、黒色などカラフルな色が多数揃っており、好みで選ぶことが出来る。

## サイズ
勃起時のペニスの太さによって異なるサイズをラインナップしているメーカーもある。コンドームのサイズは、国際規格 ISO 4074 および その翻訳JISである JIS T 9111 において、コンドームを平らに伸ばした際の横幅（折幅）をその幅とすると定められている。ただしパッケージへの折幅の表示はISOで義務とされているのに対し、JIS規格においては「コンドームの形状が多様であり、形状によっては測定できないコンドームがある」として、消費者包装（パッケージ）への表示義務は削除されている (JIS T 9111-10)。
日本ではサイズは主に直径（勃起したペニスを上から見下ろした時の横幅に近い）で表記され、S（直径31mm）。からLL（同44mm）まで各人のペニスのサイズに合わせて選べる。米国や英国などでは、直径ではなく国際規格に従ってコンドームを平らに伸ばしたときの幅 (nominal width) （勃起したペニスにメジャーを巻き付けて測った周長の1/2）で表記され、直径表記のおよそ1.57倍（円周率3.14÷2）のサイズ表記となる（例：幅 52mm ≒ 直径 33mm）。
なお、国内の主なメーカーのサイズ表記と寸法はおおよそ以下のとおりである。
|                | S  | M  | L  | XL |
| オカモト       | 31 | 33 | 37 | 46 |
| 不二           | 34 | 36 | 38 | 44 |
| サガミ（相模） | 33 | 36 | 38 |    |
| ジェクス       |    | 32 | 35 |    |

折幅（nominal width）と直径（diameter）の対応
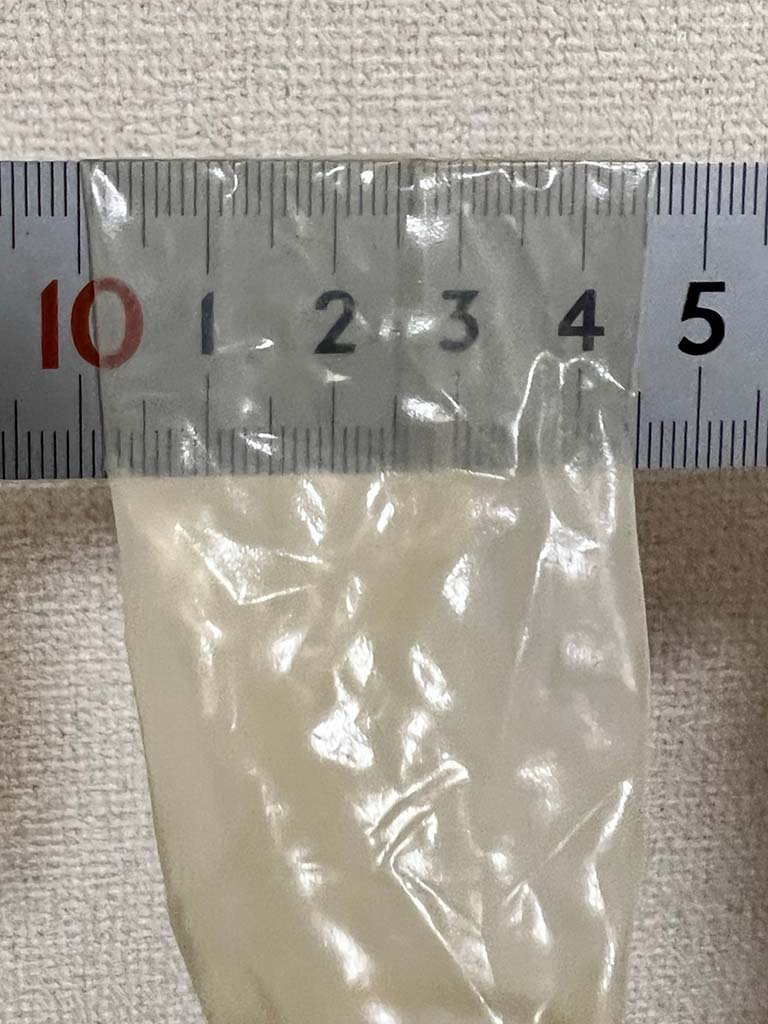
ISO規格およびJIS規格に従って測定した折幅（nominal width）。海外ではこのコンドームのサイズは45mmと表記される。
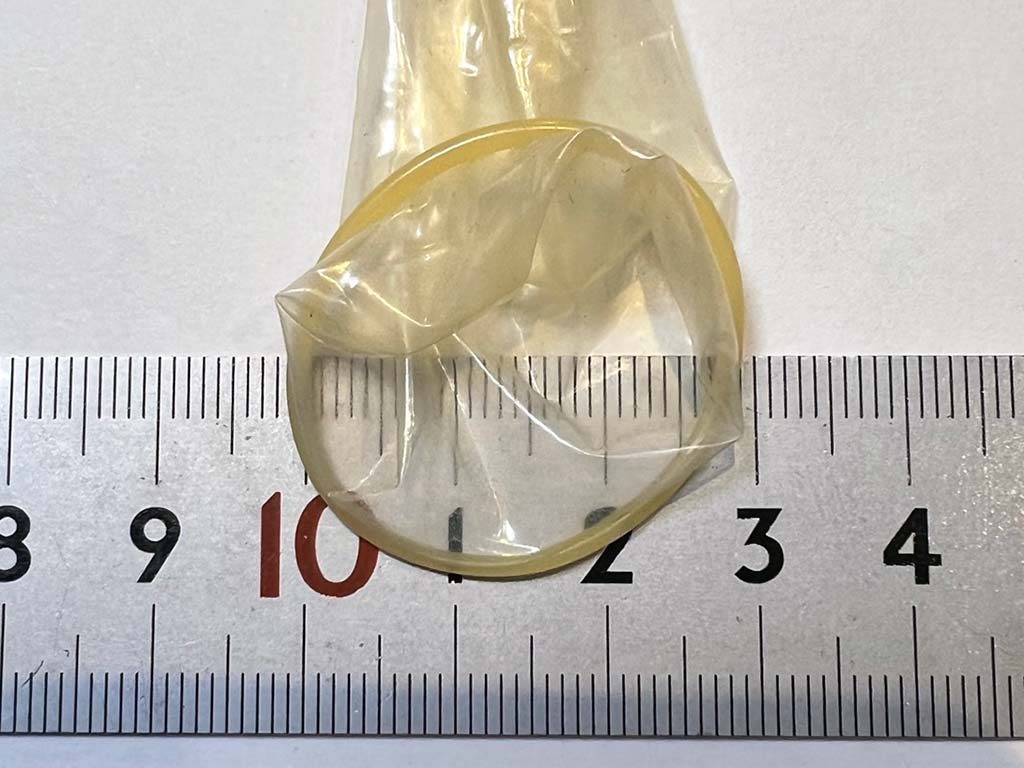
同じコンドームを、日本のパッケージ表示に従い直径で示した例。海外で45mmと表記されるこのコンドームのサイズは、日本では28mmと表記される。

ペニスのサイズに比べて大きすぎるコンドームは、性交中に膣内に脱落するなどしてカウパー腺液や精液が膣内に漏れる可能性があるほか、小さすぎるコンドームは圧迫によりペニスに痛みを感じたり、尿道を圧迫することで射精時に逆行性射精を招いたり尿道を痛めることがあるため、ペニスの太さに合ったサイズのコンドームを使用することが大切である。
海外で発売されたコンドームでサイズの小さなものでは、スイスのLamprecht AGが2014年、12歳〜14歳の少年向けコンドーム「Ceylor HotShot Youth Comdoms」（width（折幅） 45mm）を発売し、折幅表記に馴染みのない日本では直径表記と取り違えられ、日本のLサイズよりも大きいなどと話題になった。直径に換算すると約28mmであり、日本のSサイズよりも小さなサイズである。スイスなどの国ではペニスを模した木製の棒にコンドームを装着する練習を、日本の小学6年生に相当する学年で男女ともに行わせるなど、日本よりも具体的で実践的であることを重視した性教育が行われており、少年向けコンドームの発売もその一環とされている。

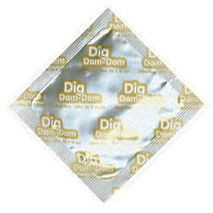
個包装
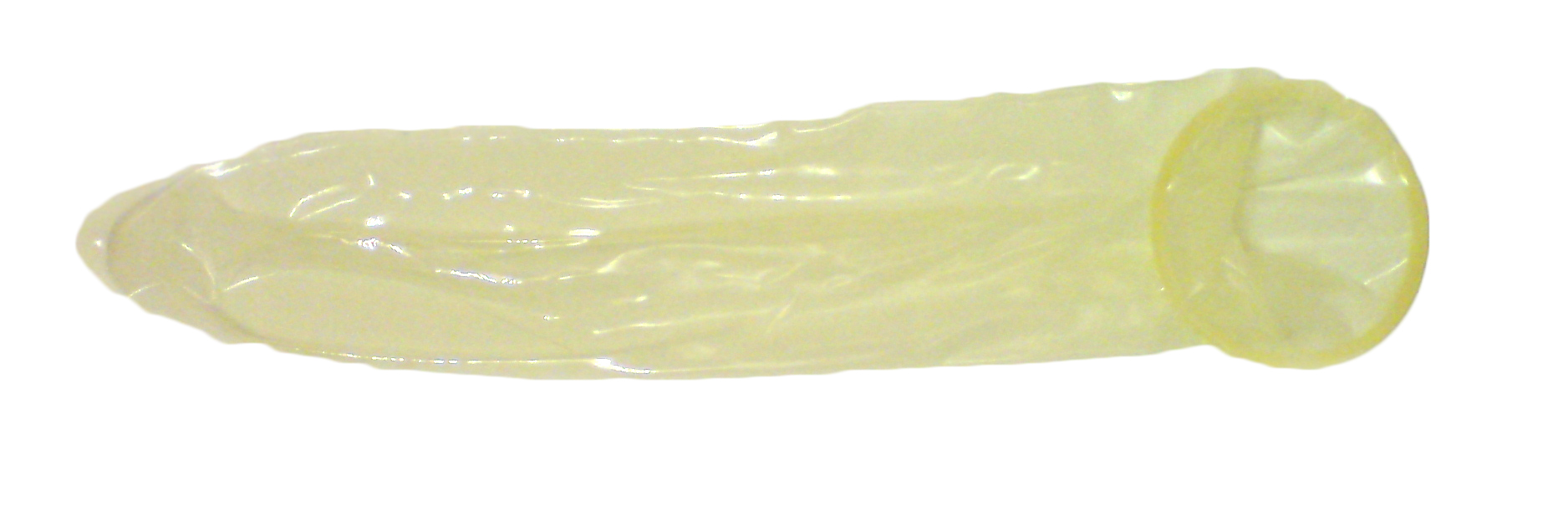
全開した状態
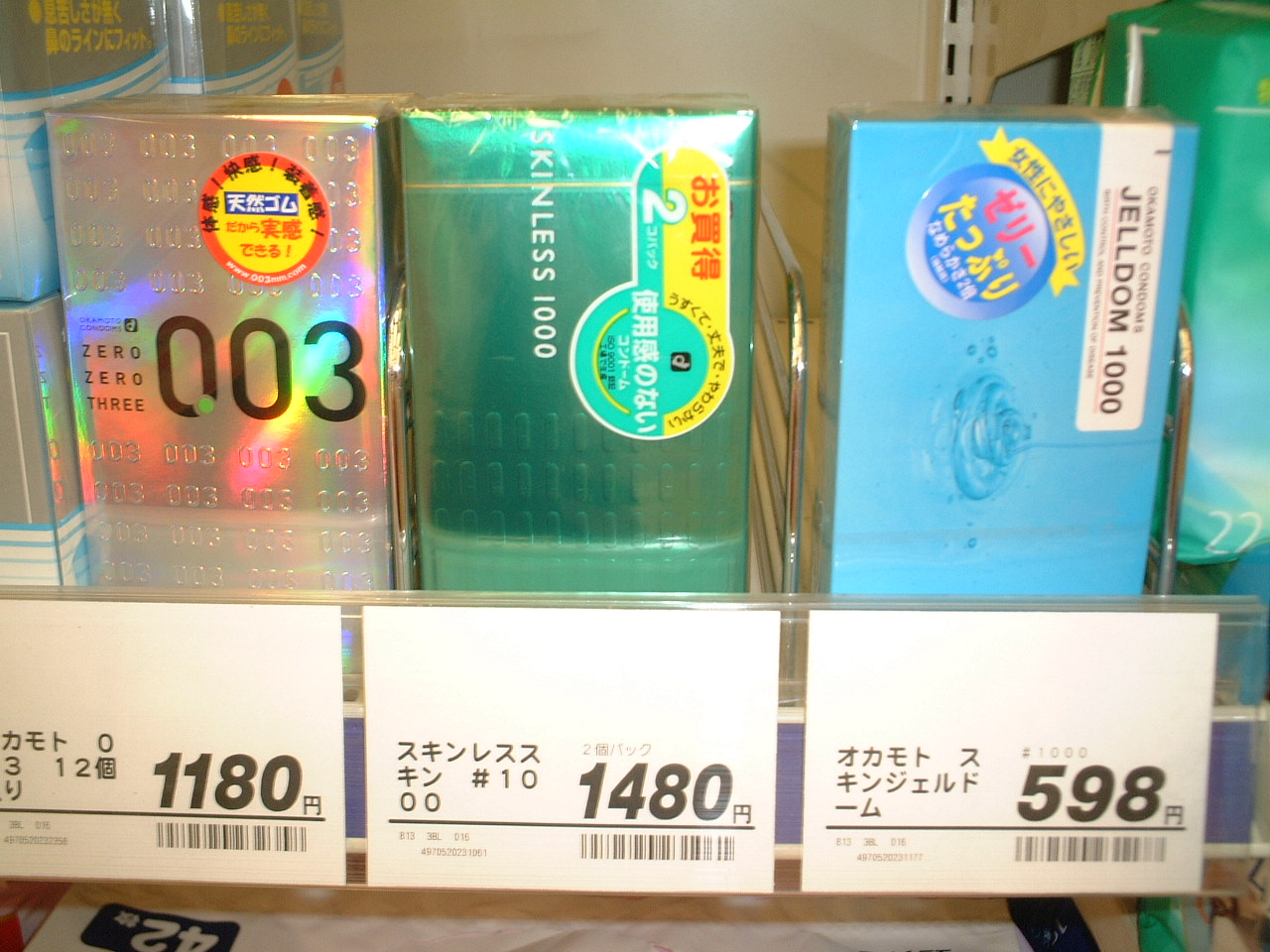
店頭に並ぶ様々なコンドーム

## 効能

### 避妊
広く普及している避妊の手段であり、正しい使用法で用いれば、妊娠する確率を大きく低減できる。精子は射精時の精液だけでなく、前段階で分泌されるカウパー腺液中にも僅かに存在するため、射精直前ではなく、膣への挿入前に装着する必要がある。

### 妊婦との性交
妊婦と性交する場合、コンドームを装着せず射精しても新たな妊娠の可能性は低い。ただ、精子には子宮を収縮させる成分・プロスタグランディンがあるため、妊娠後期の場合、胎児に危険が及ぶ恐れがあるほか、わずかでも妊娠の可能性があるので、性交時にはコンドームを装着して行うのが望ましい。

### 性感染症予防
コンドームによる避妊は、男性の尿道経由での性感染症や、精液・血液の膣内接触による性感染症の予防に有効である。ただし毛じらみなど、保護対象外部分の接触によるものには効果がない。
欧米での性教育ではこの点に重点が置かれている。特にエイズ（ヒト免疫不全ウイルス感染症、HIV感染症）について多くの疫学調査が実施されており、これらの結果から世界保健機関（WHO）は2000年にコンドームの使用によってHIV感染リスクを85%減らすことが可能だとの試算を報告している。コンドーム使用によって完全に感染防止ができるわけではないが、HIVには有効なワクチンが存在しないことや、抗HIV治療に掛かるコストとの兼ね合い、また他のウイルスに対するワクチンの場合の予防効果の実績などと比較してもコンドームによるHIV感染予防の持つ効果は大きいものだという判断から、WHOはエイズ対策の一環としてコンドームの使用推進キャンペーンを行っている。
性感染症の予防効果については、疫学調査の方法や対象集団の選択などに議論がある。また製造、管理が不十分な一部の新品のコンドームにHIVを通す小さな穴が無数に確認され、WHOもコンドームだけで完全にHIV感染を予防できるとは考えていない。その為、どのメーカーにも「コンドームでエイズや性感染症は完全に防げない」と明記するように呼びかけている。

### 装着手順
装着手順は右図と、以下の通りである。
1. 勃起した陰茎の包皮を押し下げる。

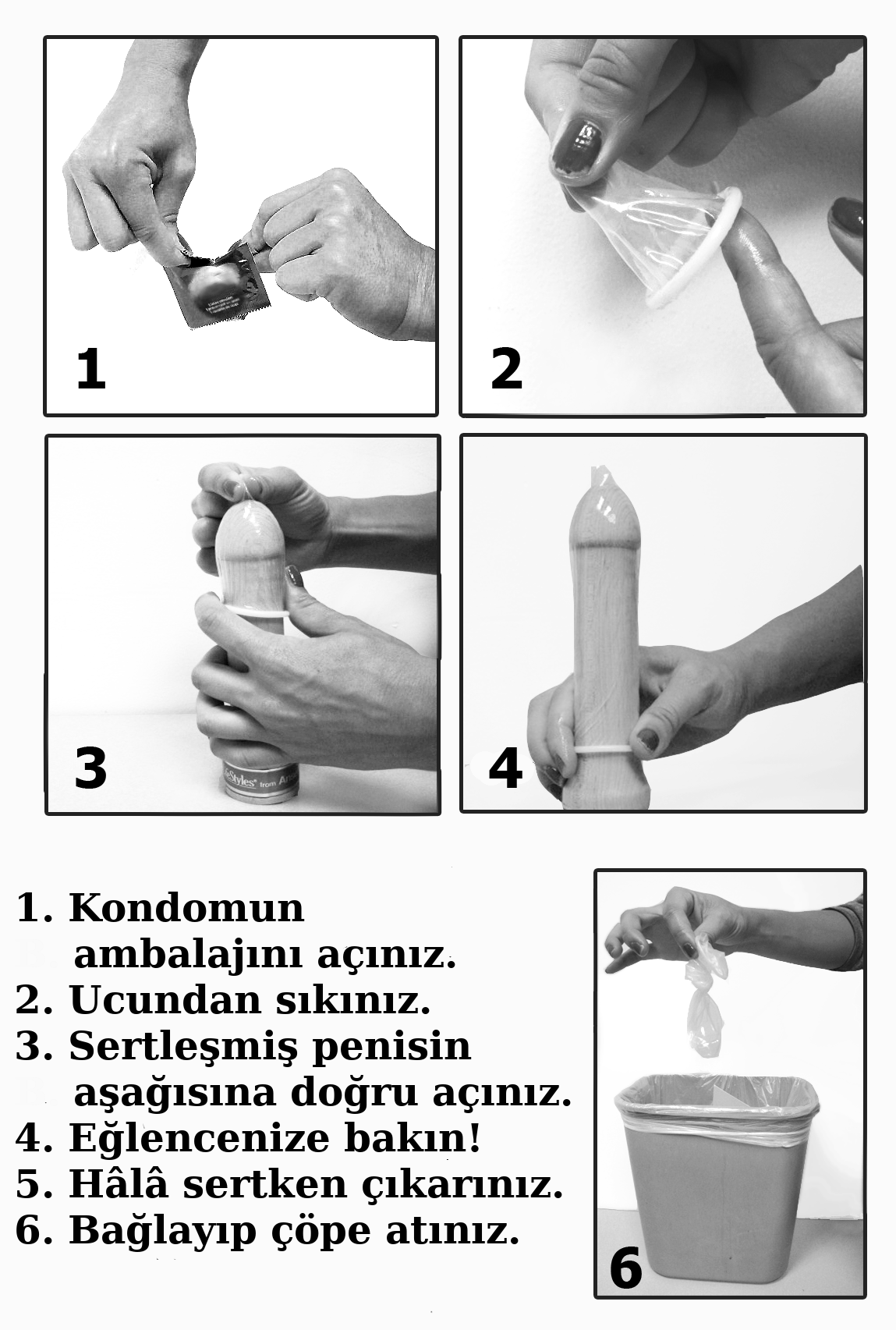
装着手順

2. コンドーム先端の精液溜り（小袋）をつまんで空気が入らないようにし、その状態のまま亀頭部に指で固定する。
3. コンドームを固定したまま、コンドーム周囲のロール状に巻いてある部分を押し下げ、陰茎に密着させながら包み込む。また、下に下ろすまで、精液だまりを掴んだ手は離さない[14]。
4. ロール状に巻いている部分が陰茎の根元まで伸びれば完了。
5. 射精後は縛って捨てる。

陰茎が十分勃起していない状態ではうまく装着できない。コンドームを裏返しにすると装着できない。装着時に陰毛を挟み込まないようにする。挟み込んだまま使用すると、陰毛が引っ張られ痛みを伴う。

## 女性用コンドーム
女性の膣内に装着する女性用コンドームは、女性の外陰部と膣壁を覆い、精液の侵入を防ぐ。女性が主体的に利用できる避妊法として注目されたが、装着がやや難しいことや装着時の外観の問題、膣内で胴部がしわになって密着感がなく、違和感を覚えること、男性器に装着するコンドームと比較して割高であることなどの問題点があり、男性用コンドームと比べてあまり普及していない。
日本では、不二ラテックスが女性用コンドームを輸入・販売している。大鵬薬品も「マイフェミィ」の商品名で発売していたが、2004年4月30日に販売終了となった。
なお、女性用コンドームと男性用コンドームの同時併用は推奨されない。これは、男性用コンドームとの2枚重ねが、ゴム同士の摩擦による破損や位置のずれを起こしやすいのと同じ理由によるものである。

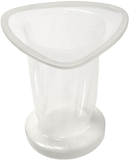
女性用コンドーム
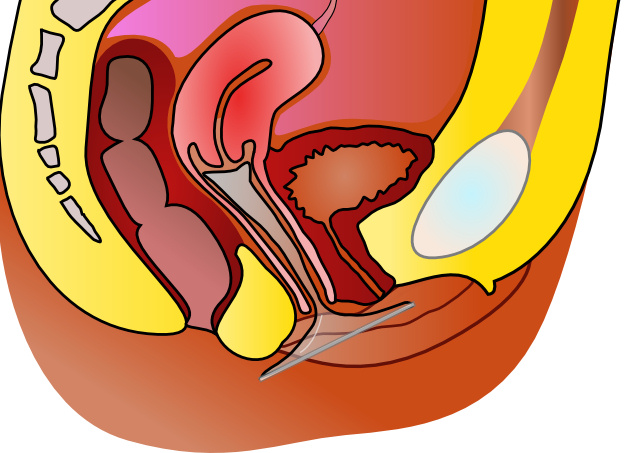
女性用コンドームの装着位置
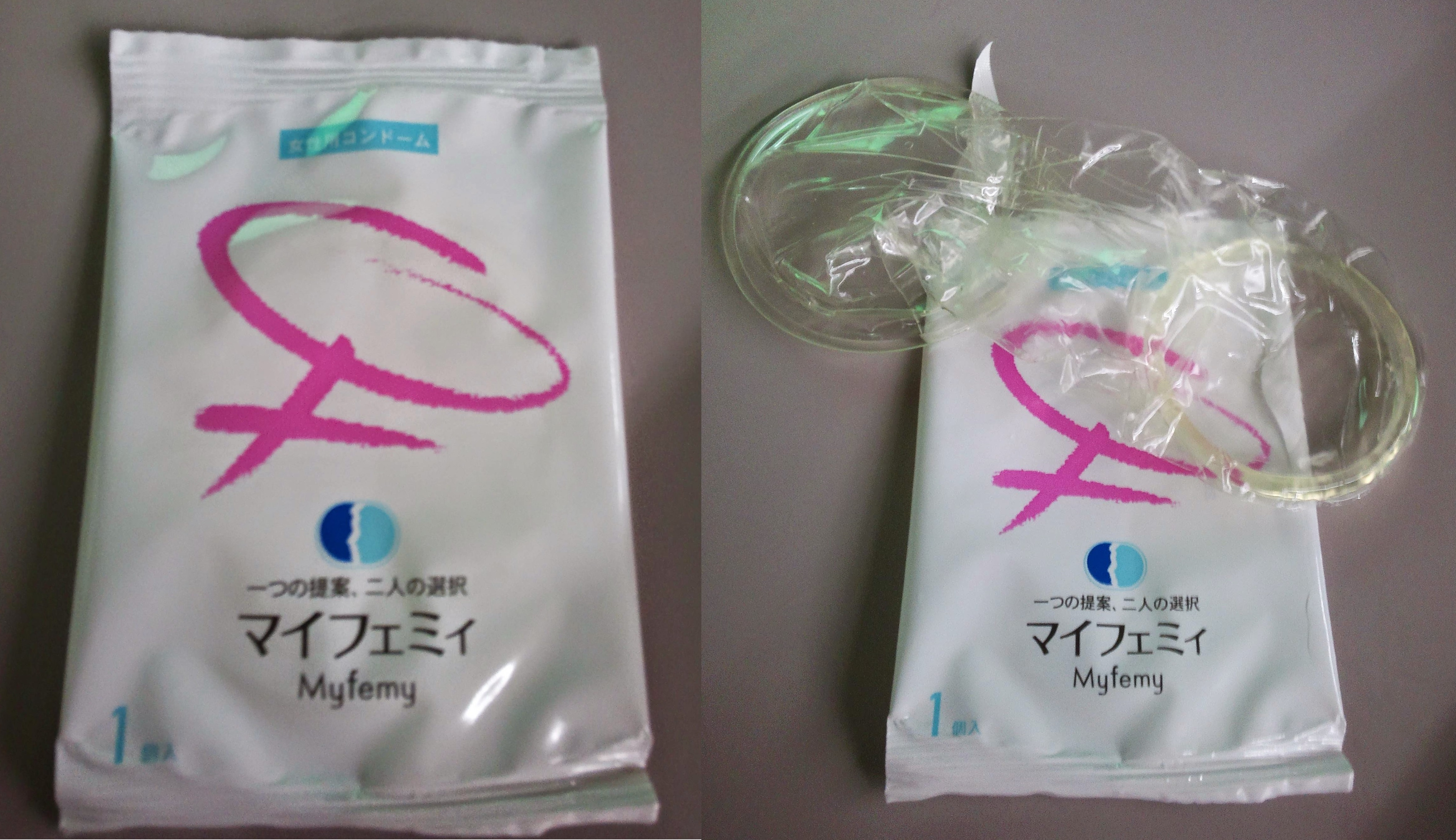
大鵬薬品工業から2004年4月30日まで発売されていた女性用コンドーム「マイフェミィ」

## 語源
コンドームの語源は、フランスの地名・コンドンにあるとする説と、イギリスの医師・コンドームの名から来ているとする説があるが、そのような医師が実在したかどうかは不明である。

## 歴史
コンドームの起源は、紀元前3000年ごろの初期エジプト王朝にあると言われており、ブタやヤギの盲腸や膀胱を利用して作られていた。同種の動物内臓を用いた男性生殖器に装着する物品は世界各地で利用され、魚の浮き袋を利用した物も伝えられている。
1564年、イタリアの解剖学者・ファロピウスが、性病予防の観点から、リネン鞘と呼ばれる陰茎サックを開発したが、実用性は疑問視されていた。
なお、今日のコンドームの原型となったのはチャールズ2世の殿医ドクター・コンドーム（人名）が1671年に牛の腸膜を利用して作った物であるとされている。なお、読みについては"コンドン"と発音する場合もある。これはチャールズ2世が無類の好色で非嫡出子だけでも14名の子をもうけ、王位継承の混乱を避けるための措置だったと言われている。しかしドクター・コンドームという人物が実在した証拠はなく、またコンドームはチャールズ2世が王位につく100年以上前から使われていたようである。
ゴム製のものは1844年にゴム精製技術が改良されてから後のことだと言われているが、この辺りの事情ははっきりしていない。
日本では江戸時代に導入されており、その後1909年にゴム製の第1号が誕生した。ただし当時はまだ正しい使用法が知られておらず、使用後裏返して再使用した、使用後に洗って干して再利用したという話も多く伝わっている。当時の有名な日本製コンドームとしては「ハート美人」「敷島サック」、そして日本軍用の「突撃一番」「鉄兜」などがある。
第一次世界大戦では兵士と慰安婦との性交により性病が蔓延したため、参戦した各国の軍隊が支給品にコンドームを加えるようになり、広く普及する事となった。
現代のシームレスタイプのラテックスコンドームは、ポーランドで発明された。発明家で実業家のポーランド人ユリウス・フロムが新製法を確立、1916年に特許を取得し、1922年に大量生産を開始、新工場がドイツ、ポーランド、オランダ、デンマークなどに建てられ、「フロムス・アクト」の商品名でヨーロッパ各国で販売され大成功をおさめた。日本では1933年に国産開始。このためドイツでは「フロムス」がコンドームの代名詞となっている。しかし工場のほとんどは1938年にナチス・ドイツの脅迫によって二束三文の代価で乗っ取られ、ヘルマン・ゲーリングの代母の一家の手に渡った。戦後、「フロムス」のコンドームは「マパ」と商品名を変え、現在でも販売されている。

## 製造

### 製造過程
1. 原材料受入
2. 配合
3. 成形
4. 加硫
5. 検査
6. 包装
7. 出荷

現在では多くのコンドームが天然ゴムを基剤としているほか、ポリウレタン製など、非ゴム製のコンドームも製品化されている。世界市場占有率第2位のメーカー工場では、年間約5億個（1日あたり約140万個）を製造している。マレーシアから輸入した原料ラテックスをも検査し合格したものだけを使用するとしている。検査では、小さな穴が開いていないか全数を電気導通方式で検査し、不良品を出荷させないようにしている。一方、同じような厳格な検査を謳っていた別の有名メーカーでは1998年、行政当局による抜き打ち検査で不良品が含まれていたことが判明し、出荷済みの約5,000万個を自主回収すると発表したことがあった。

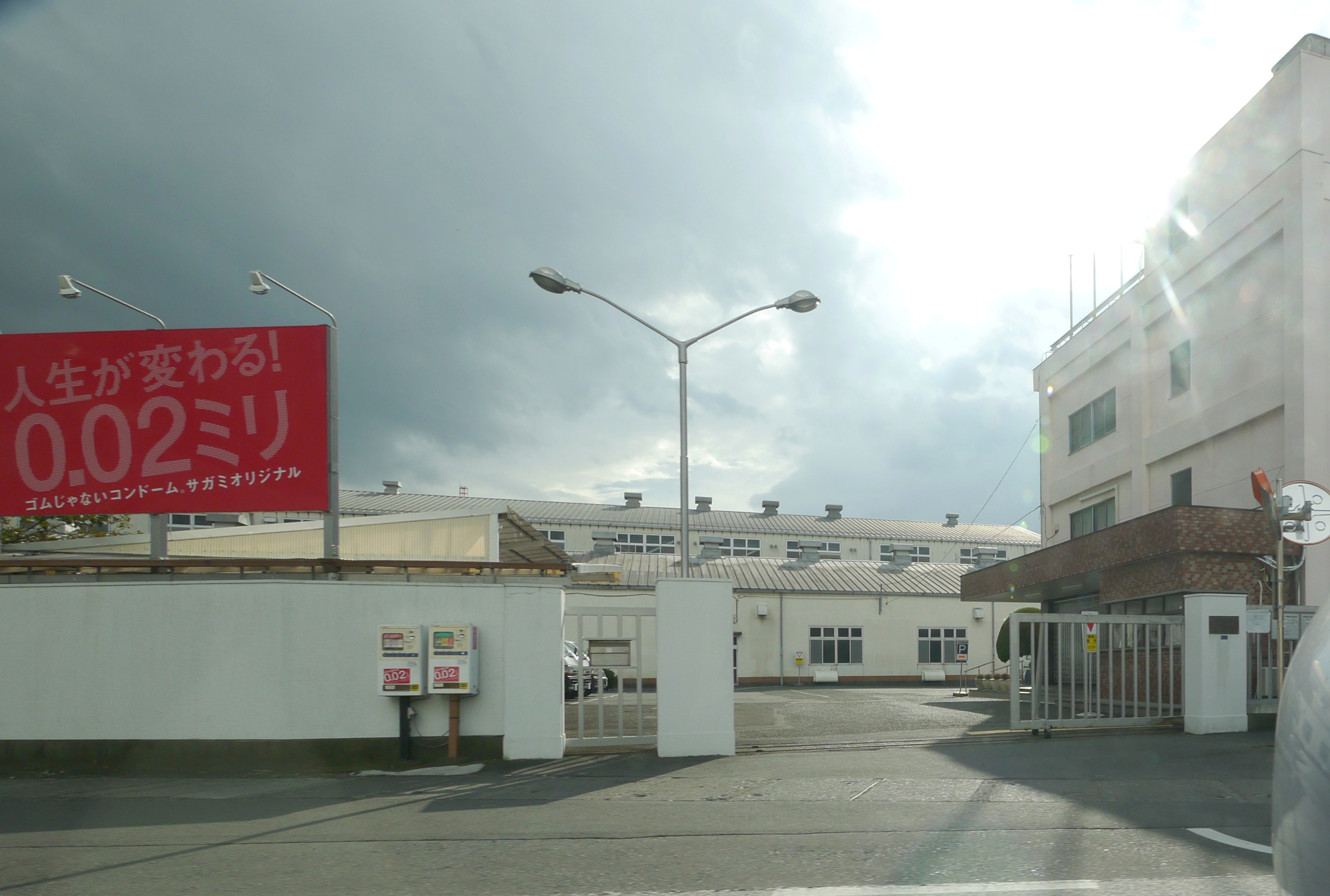
日本のコンドーム製造工場
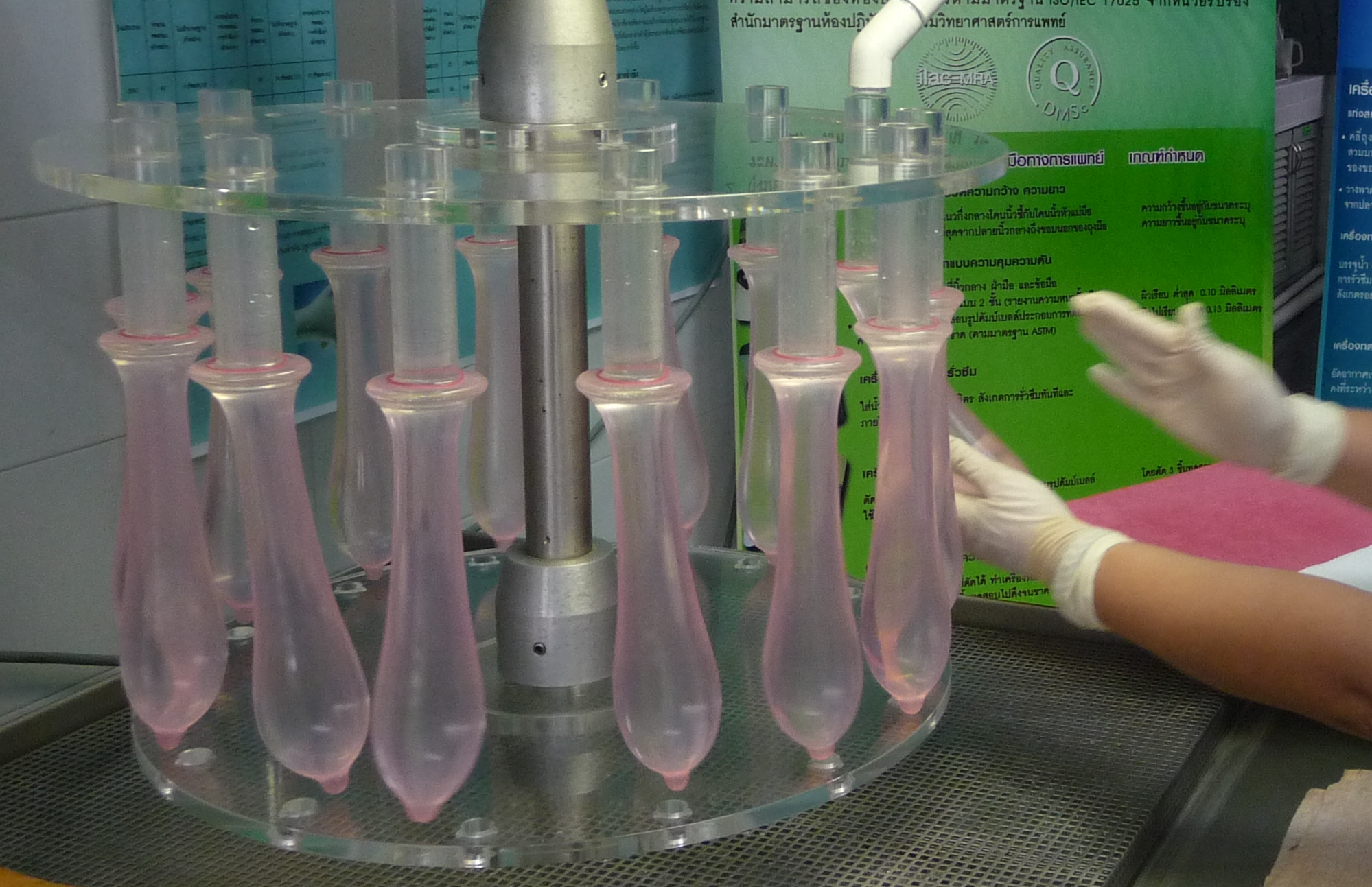
漏れ検査の様子

前述のように天然ゴムが原料であるため、ラテックスアレルギーを持つ人は、ポリウレタン製コンドームを使用すべきである。また、油性のローションを使用すると腐食し、性交中に破れる可能性がある。2枚重ねて使用することも見受けられるが、ゴム同士の摩擦によって破損するため、避けるべきである。

### 主なメーカー
- デュレックス
- オカモト
  - ベネトン（OEM）
- 不二ラテックス
- 相模ゴム工業
  - 第一三共ヘルスケア（OEM）
- ジェクス
- ランプレヒト
- 中西ゴム工業（ジョニーハット）
- ジャパンメディカル
- トロージャン（Trojan）
- ライフスタイルズ（LifeStyles）
- カレックス（Karex）

欧州、日本、米国、中国などのメーカーで大多数を占める。それ以外の国・地域にもメーカーがあるが、低品質に留まることが多く、中にはジョークグッズや粗悪品と呼べる水準のものなど、明らかに避妊に適さない製品まで存在する。各国市場ごとに占有率が異なるが、全世界では英国・デュレックス（世界市場占有率26%）、日本・オカモト（同20%）の二強となっている。基本的にはドラッグストアで販売されているものを使えば、粗悪品をつかまされるリスクは限りなくゼロに近くなるのが現状である。

## 販売・規制

### 販売・配布
日本では薬店・薬局（調剤専門の薬局を除く）など、医薬品関係の販路を中心に、店前の自動販売機やコンビニエンスストア、スーパーマーケット、100円ショップ、アダルトグッズ販売店などで販売されている。東京の渋谷・原宿にはコンドーム専門店もある。タバコや酒類のような年齢確認商品ではないが、あまりにも若い人は店側の自主規制で販売を拒否される場合がある。（2023年7月の法改正で性的同意年齢が16歳以上に引き上げられたため、現行法では16歳未満との性行為は違法になる）
かつては街中でも自動販売機によって販売されていたが、コンドームの自動販売機は設置開始前の段階から「青少年の健全な育成に影響する」「街の景観が乱れる」と否定意見もあり、設置を渋る自治体もあったが、厚生労働省からの指導によって反対派の自治体も最終的に設置を認めざるを得なくなった。その後、購入場所の増加、当初より懸念されていた青少年への悪影響などの理由により、遅くとも平成末期では医薬品関係の店舗を除いて全くといって良いほどこの種の自販機は見掛けられなくなり、風前の灯火となった。
イギリス、ドイツ、中華人民共和国など、公衆トイレに自動販売機が設置されている国々もある。インターネットのショッピングサイトでも販売されている。
中学校や高等学校の「性教育」の一環で、生徒に無料配布する例もある。ブラジルでは公立中学校に無料配布機が設置されており、これにより「望まない妊娠が半減」したとの調査結果を保健省が発表している。これについては「（若年層あるいは性知識の乏しい者による）望まない妊娠を防げる」とする反面、「若年層の性交（婚前交渉）を促進している」などとの反対意見もあり、社会的合意形成までには至ってない。
2008年、ブラジル政府は『世界最大の公共パーティ』と呼ばれるリオのカーニバル期間中、1950万個ものコンドームを無料配布した。名目は性感染症防止と避妊の両面である。オリンピック選手村では1988年ソウル大会から公式スポンサー会社が選手向けにコンドームを配布しており、2012年ロンドン大会では史上最多の15万個を配布するも“品薄”と報じられた。2021年に延期開催された東京大会では配布用に日本コンドーム工業会の加盟4社によって16万個のコンドームが用意されたが、当時は新型コロナウイルス感染症の感染拡大防止のため濃厚接触が禁じられていた時期であり、組織委員会としては選手村内で使用するためではなく、あくまで啓発のために持ち帰ってもらうための配布との説明を行ったため国外のメディアからは不誠実な説明だとの指摘も出た。2024年に開催されたパリ大会では30万個のコンドームが配布用に用意されたと報道されるなど、オリンピック選手と性の問題は度々報道で取り上げられる。

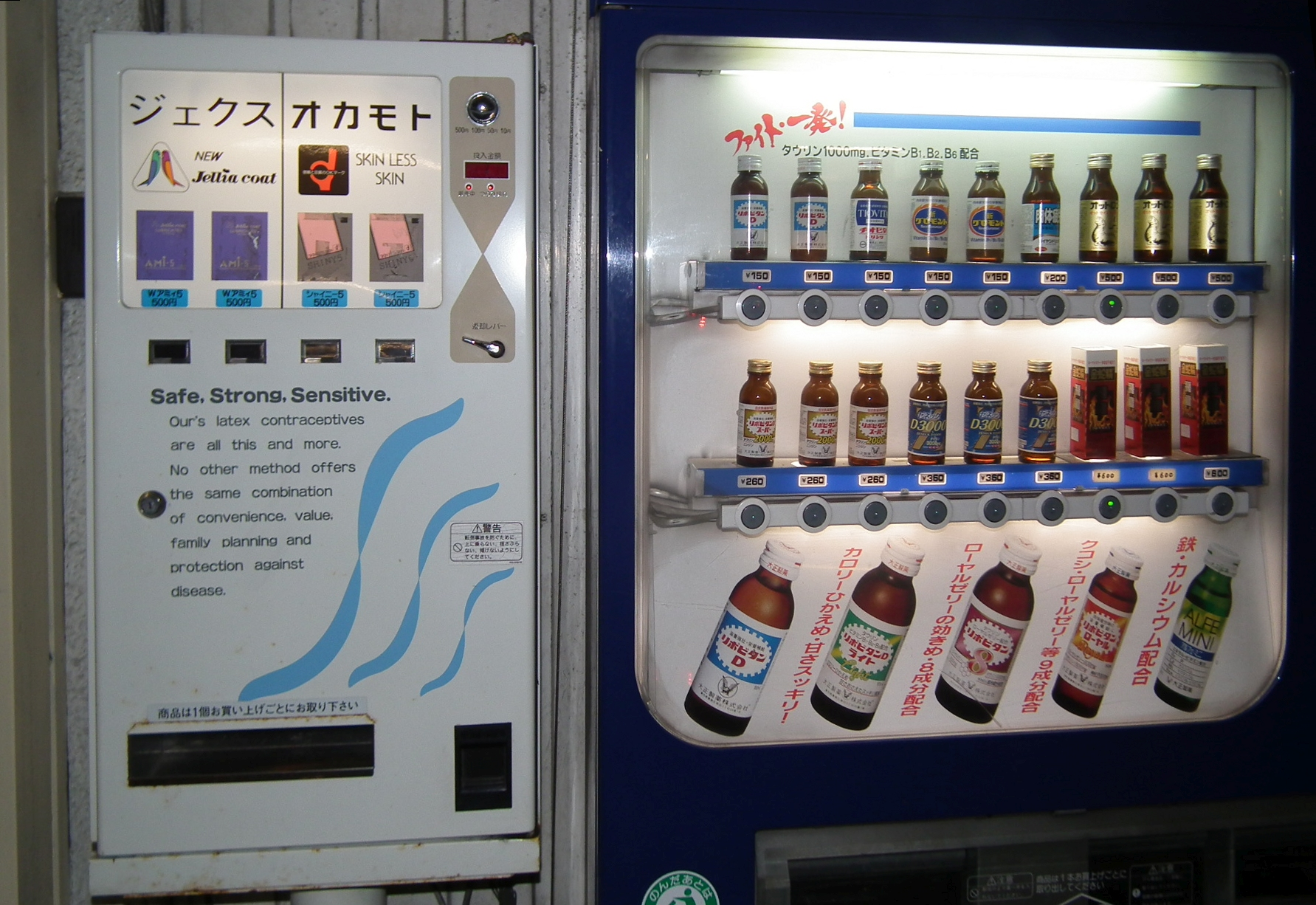
栄養ドリンク自動販売機の横（日本）
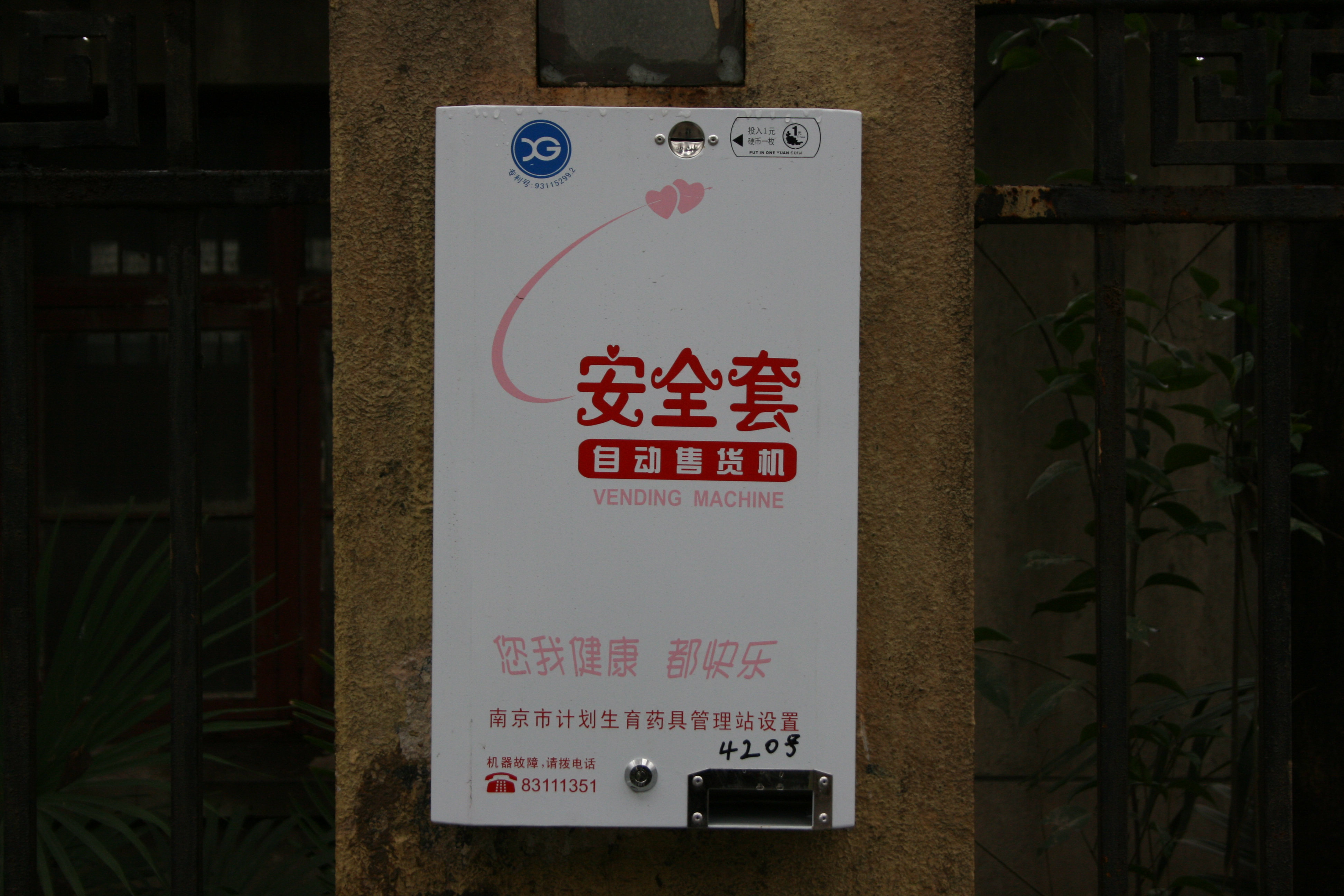
自動販売機（中国）
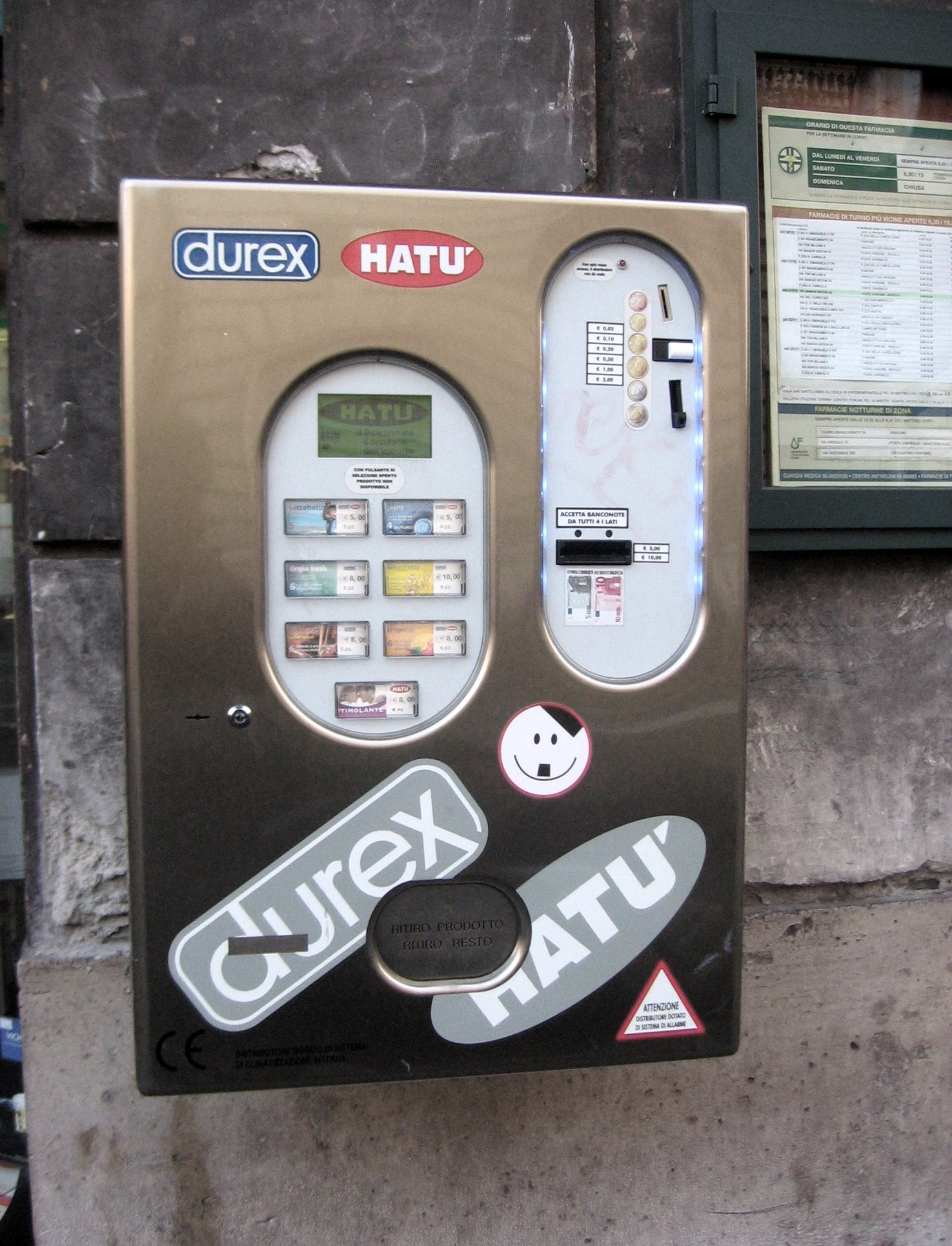
自動販売機
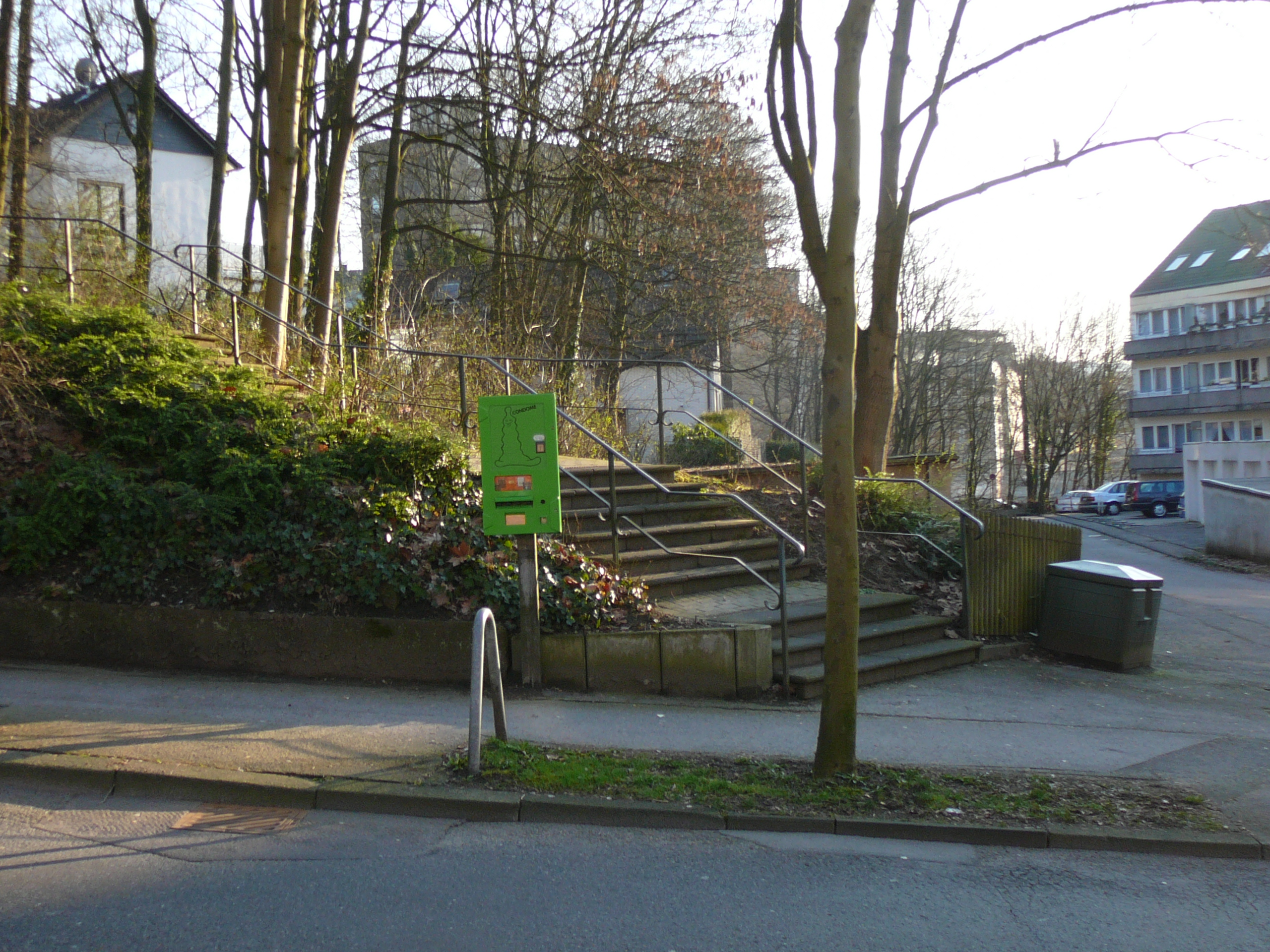
住宅街にある自動販売機（ドイツ）
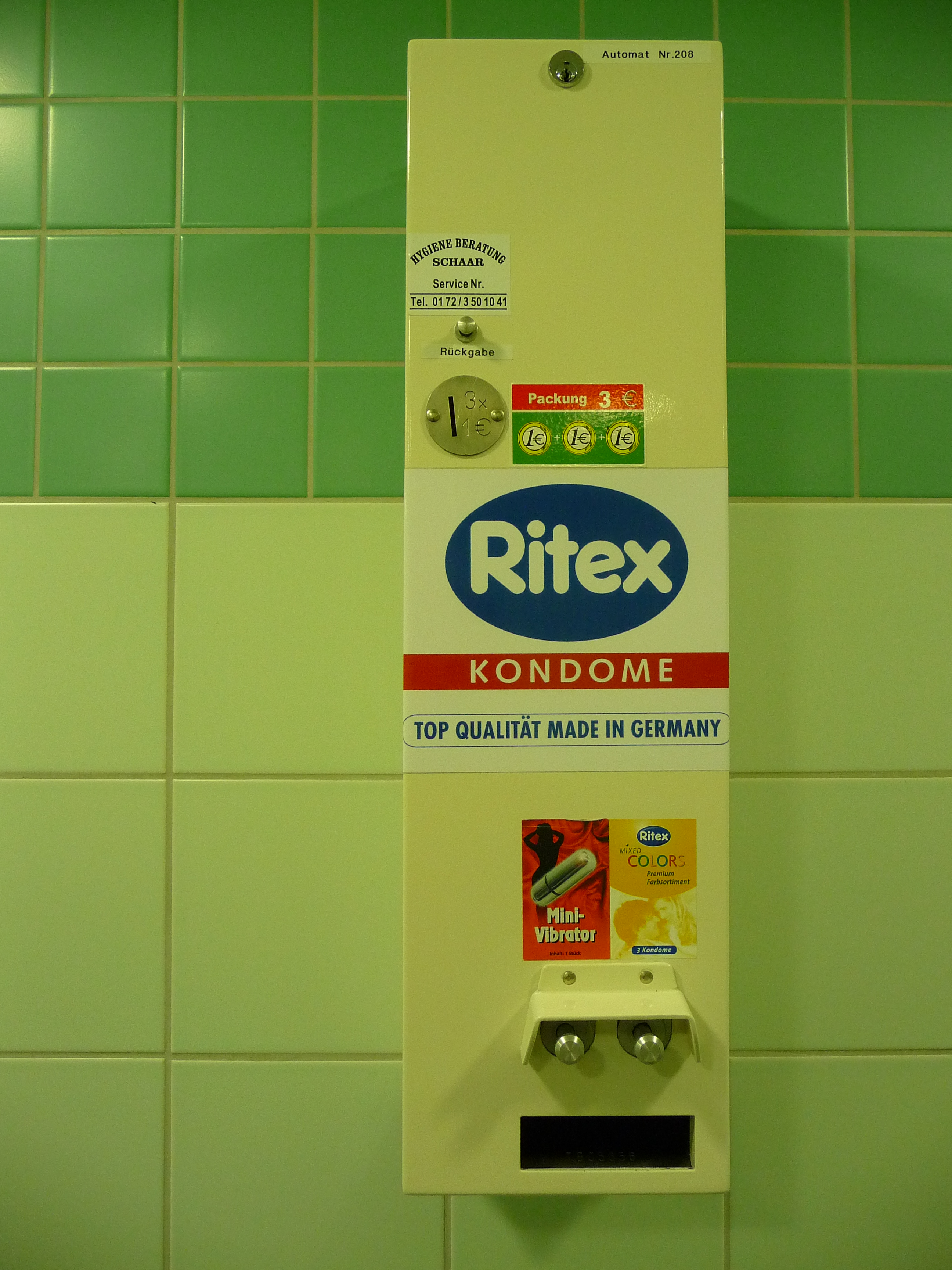
トイレにある自動販売機（ドイツ）
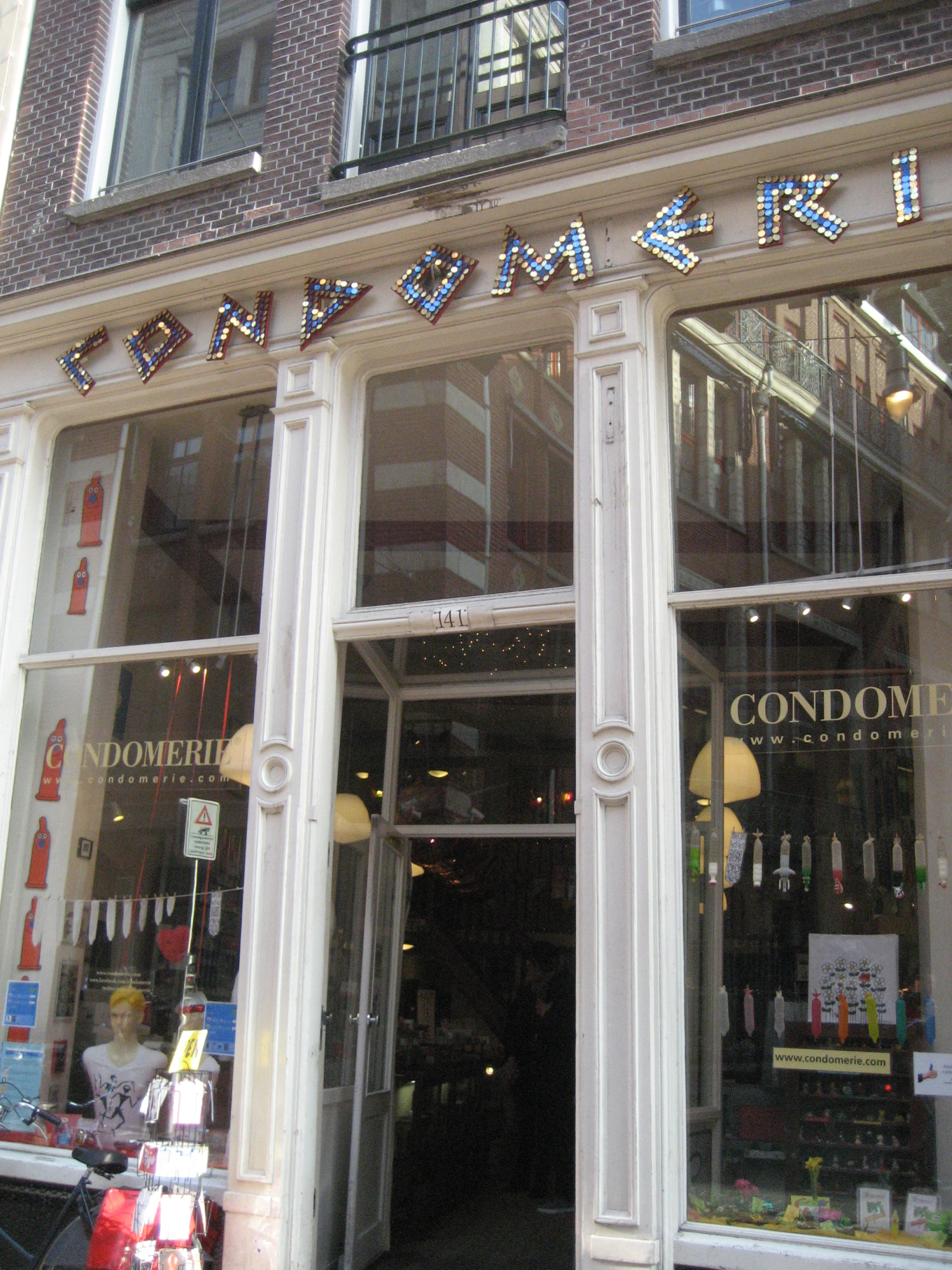
コンドーム専門店（オランダ）
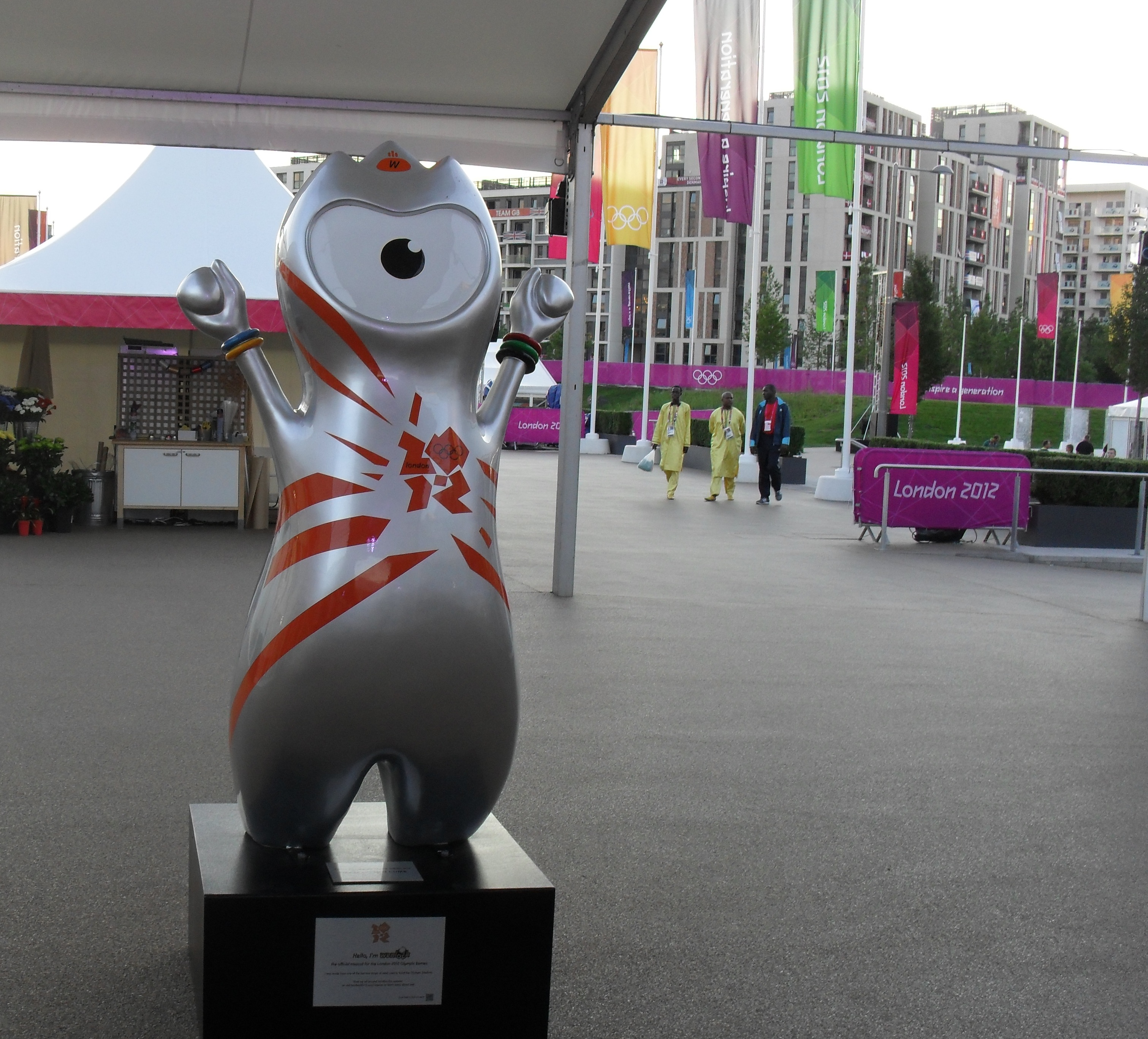
15万個のコンドームが公式配布された2012年オリンピック選手村

### 規制
カトリック教会の総本山であるローマ教皇庁は、「禁欲とリズム法」以外の避妊を認めていない。したがって同教会国家であるバチカン市国は、世界で唯一コンドームを認めていない国家となっている。1994年のカイロ会議では、性感染症防止のための使用にすら反対した。ただ、ローマ教皇ベネディクトゥス16世は2010年、後天性免疫不全症候群など「倫理上の解決手段として」と、条件付きながら使用正当化の見解を示した。一方でこれは例外的な状況における限定的措置であり、教会の方針転換ではないとして、バチカン市国広報局が声明を発表している。
日本の「長崎県少年保護育成条例」には、1978年（昭和53年）の改定以降「自動販売機により避妊用品を販売することを業とする者は…（略）…知事に届け出なければならない」（第8条）、「避妊用品を少年に販売し、または贈与しないように努めるものとする」（第9条第2項）、「常時監視できる屋内に設置し、かつ、屋外から購入できないような措置をとらなければならない」（第10条第3項）と、コンドーム販売規制項目（努力義務）があり、2005年（平成17年）からこの条例を所管する長崎県庁の子供みらい課の審議会では規制を撤廃するかしないかで小田原評定が続いていたが、これらの項目は、望まない妊娠を防ぐ目的から、2011年（平成23年）6月1日の改正で全面撤廃された。
ただし、販売規制されていた当時の長崎県で、長崎県だけコンドームの売れ行きが悪いというデータは何処にもなく「当局による指導も無かったし、そんな規制は初めて聞いたし、ましてや顧客に対してそんなこと聞けない」と大手ドラッグストアの店長が証言しており、長崎県庁の医療政策課では、高校生にエイズ感染予防を啓蒙する活動を行ったところ、コンドームを使う生徒が7〜9%も増加したという調査結果を、2003年（平成15年）に積極的に発表しており、条例の販売・贈与規制は、事実上有名無実化していた。

## 目的外の利用
本来の用途とは異なるが､様々な目的でサバイバルキットなどに収納されることがある｡膨張性を利用し応急的な水筒として利用したり止血帯として利用される場面がある｡また少量の水を利用しレンズ効果を用いて発火装置にしたり､水を通さない点を利用して収納袋として利用したり空気を入れ浮き輪として利用される事例も存在する｡
その他、細かく裁断して釣り針に巻き付けて擬似餌とする「サビキ」として利用されている。この「仕掛け」の考案者は「福田蘭童」だと言われている。

## 軍事用の利用として
前述されるサバイバルキットは軍事用としても同様に利用が可能となっている｡応急処置や水筒としての運用以外にも土嚢の隙間を埋めるなどの陣地構築のほか､過酷な環境で銃器を利用する際に砂や水の侵入を防ぐ目的で銃口にコンドームを被せ､射撃時はそのまま射撃を行うなど非常に多岐にわたる運用方法が見られる｡